# Підсухи
Підсу́хи — село Калуського району Івано-Франківської області. Входить до складу Спаської сільської громади.

## Історія
У 1940-х роках околиці села були тереном запеклої партизанської боротьби проти московських окупантів.

## Населення

### Мова
Розподіл населення за рідною мовою за даними перепису 2001 року:
| Мова       | Кількість | Відсоток |
| ---------- | --------- | -------- |
| українська | 230       | 99.57%   |
| російська  | 1         | 0.43%    |
| Усього     | 231       | 100%     |

## Політичні вподобання
На місцевій виборчій дільниці в сільському клубі у другому турі виборів Президента 21.04.2019 проголосувало за В. О. Зеленського 67 виборців (56.30 %) і за П. О. Порошенка — 50 виборців (42.01 %).